# Magdalena Zawadzka
Magdalena Zawadzka-Holoubková, nepřechýleně Holoubek, (* 29. října 1944, Filipowice, okres Krakov, Polsko) je polská divadelní, filmová a televizní herečka. Známá je především z filmů Pan Wołodyjowski (1969), Pieczone gołąbki (1966) a Mocne uderzenie (1966).
Jejím prvním manželem byl Wiesław Rutowicz, druhého manžela Gustawa Holoubka si vzala v roce 1973.